# Wybory parlamentarne w Danii w 2007 roku
Wybory parlamentarne w Danii w 2007 roku – zorganizowane zostały 13 listopada 2007, w ich wyniku wyłoniony został nowy skład Folketingu, parlamentu Danii liczącego 179 deputowanych.

## Wyniki
Wybory parlamentarne do Folketingu, z wynikiem 26,2% głosów poparcia i 46 zdobytymi mandatami, wygrała współrządząca od 2001 krajem Venstre. Drugie miejsce zajęła opozycyjna Duńska Partia Socjaldemokratyczna uzyskując 45 mandatów przy poparciu 25,5%. Koalicja partii Venstre i Konserwatywnej Partii Ludowej utraciła większość w parlamencie uzyskując łącznie 64 z 175 mandatów, przy wsparciu Duńskiej Partii Ludowej nadal do większości w parlamencie potrzebny był jej jeszcze jedno miejsce, które zajął Edmund Joensen z Farerskiej Partii Unii, były premier Wysp Owczych. Frekwencja wyborcza wyniosła 86,6%.
- Szczegółowe wyniki wyborów:

| Partia polityczna | Partia polityczna                      | Liczba głosów | %     | +/–  | Liczba mandatów | +/– |
| ----------------- | -------------------------------------- | ------------- | ----- | ---- | --------------- | --- |
|                   | Venstre (V)                            | 908 472       | 26,2% | -2,8 | 46              | -6  |
|                   | Partia Socjaldemokratyczna (A)         | 881 037       | 25,5% | -0,4 | 45              | -2  |
|                   | Partia Ludowa (O)                      | 479 532       | 13,9% | +0,7 | 25              | +1  |
|                   | Partia Socjalistyczna (F)              | 450 975       | 13,0% | +7,0 | 23              | +12 |
|                   | Konserwatywna Partia Ludowa (C)        | 359 404       | 10,4% | +0,1 | 18              | ±0  |
|                   | Partia Socjalliberalna (B)             | 177 161       | 5,1%  | -4,1 | 9               | -8  |
|                   | Nowy Sojusz (Y)                        | 97 295        | 2,8%  | -    | 5               | +5  |
|                   | Zjednoczona Lista Czerwono-Zielona (Ø) | 74,982        | 2,2%  | -1,2 | 4               | -2  |
|                   | Chrześcijańscy Demokraci (K)           | 30 013        | 0,9%  | -0,8 | 0               | ±0  |
|                   | bezpartyjni                            | 549           | 0,0%  | -1,3 | 0               | ±0  |
|                   | Razem                                  | 3 459 420     | 100%  | -    | 175             | -   |
| Źródło:           |                                        |               |       |      |                 |     |

Pozostałe 4 mandaty obsadzili reprezentanci Grenlandii oraz Wysp Owczych. W nowym Folketingu z Grenlandii zasiadło po 1 przedstawicielu Wspólnoty Ludzkiej oraz partii Siumut. Z kolei z Wysp Owczych mandaty deputowanych uzyskali politycy Republiki (E) oraz Farerskiej Partii Unii (B).